# Балта
Ба́лта (рум. Baltă, пол. Bałta; їд. באַלטאַ, Balta) — місто в Одеській області України, адміністративний центр Балтської міської громади у Подільському районі. Історично місто відноситься до історико-географічної області Поділля. Станом на 01 січня 2022 року в місті Балта проживало 17854 особи. Населення громади – 33252 особи (дані ГУ статистики в Одеській області станом на 01.01.2022 р.).

## Географія
Балта розташована на півночі Одеської області, на відстані 218 км на північний захід від Одеси, у долині правої притоки Південного Бугу — річки Кодими, що прорізає південні відроги Волинсько-Подільської височини. Ландшафт — переважно лісостеп. Клімат — помірно континентальний, з доволі м'якою малосніжною зимою.

## Історія

### Між Річчю Посполитою та Османською імперією

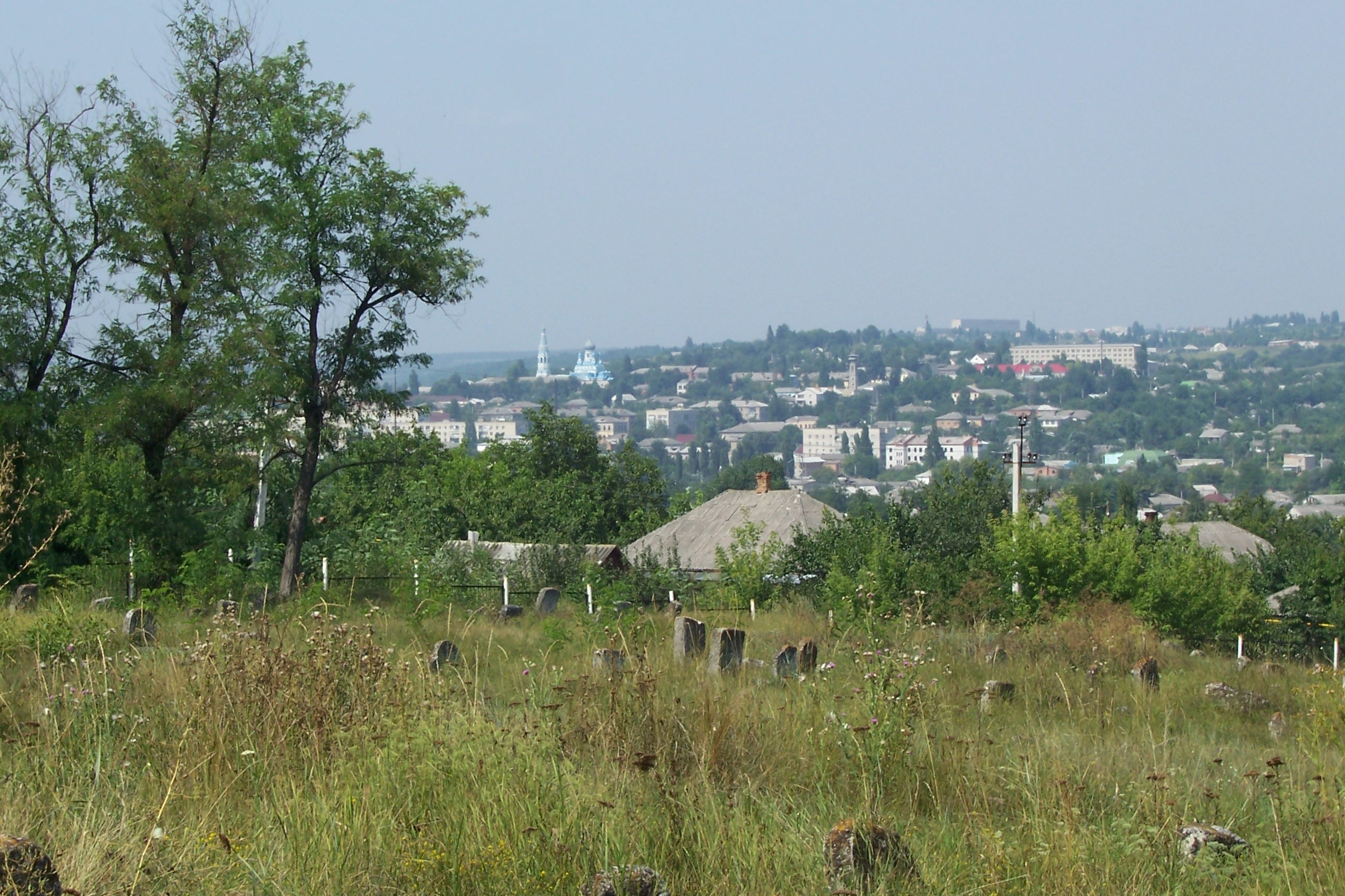
Давнє єврейське кладовище в Балті
(на передньому плані)

Точна дата першого поселення на території міста невідома. Перші перевірені згадки про існування на цій території невеликого містечка відноситися вже до 30-х років 17 століття (хоча є думка про існування Балти вже в 15-16 століттях; зокрема, з 1447 р.). Зібрані наприкінці 18 століття матеріали, посилаючись на розповіді місцевих жителів, говорять, що в 30-х роках XVII століття, за вказівкою князя Любомирського, було засновано селище, назване Палієвим (Палієвим Озером). Тоді землі по обидва боки річки Кодими були власністю князів Любомирських — одних з найбагатших княжих родів Речі Посполитої.
Після Бучацького договору і до 1699 р. межа між Річчю Посполитою та Османською імперією пролягла значно північніше — по р. Саврань. У цей період землі, де зараз місто Балта, були територією так званої Ханської України, складової частини Кримського ханства Османської імперії.
За Карловицькою угодою (1699 рік) частина українських територій, що раніше відійшли до Османської імперії, була повернута Речі Посполитій, і з того часу межа між двома державами в районі нинішньої Балти проходила по річці Кодимі.
Наприкінці 1690-х років на високому лівому березі річки Кодими князь Юзеф (Йосип) Любомирський почав будівництво прикордонної фортеці, названої на його честь Юзефґродом (Юзефградом). Згідно з адміністративним поділом, місто-фортеця Юзефґрод відносилося до Брацлавського воєводства Речі Посполитої.
Тоді ж і на правому березі Кодими біля поселення «Балта» почалося будівництво «османського» прикордонного укріпленого пункту. Виникнення «османської» частини міста (поселення Балта на правому, «ханському» березі Кодими) зазвичай відносять до 1740-х років (згідно з думкою історика Скальковського). Назва ця, за одними джерелами, походить від роду озброєння османської армії типу сокири під назвою «барта», на думку інших — від болотистої місцевості, у районі якої й виникло поселення. У ті часи в «османській» Балті проживала також значна вірменська спільнота, очолювана гатманом (головою громади). У 40—50-х роках 18 ст. недалеко від Балти виникають слободи Гольма і Перельоти, що нині є селами Балтського району. «…Мешканці знаходяться під відомством гетьмана Волоського (ханського каймакана), у відкуп якому з них стягується на рік зі всякого прибутку скотинячого і промислового десята частка» — повідомляв сучасник.
Появу цих та інших слобід (Криве Озеро, Голта, Ясеневе, Гидирим, Бобринець — Малий і Великий та інші) пов'язують з подіями в період анексії Правобережної України Російською імперією, внаслідок чого частина місцевого населення переселилася до так званої Очаківської області — «ханської» території між Бугом і Дністром, куди частково входила територія нинішнього Балтського району. Уряд Османської імперії сприяв заселенню цього регіону біженцями з Правобережної України. На перших порах жителі виниклих поселень, так званої «ханської слободи», звільнялися від податків, згодом платили десяту частку своїх доходів. В 18 столітті населення «Очаківської області», окрім ногайців, складали українці, молдавани, греки, євреї, вірмени, росіяни-старообрядці.
Переселення до цих місць російських старовірів (старообрядців) відбулося наприкінці 17-го та на початку 18-го століть. Старовіри селилися переважно на землях, підвладних османам, а не полякам. Поселення старовірів розміщались на територіях, розташованих на південь від польсько-османського кордону, встановленого Бучацьким договором. На південних прикордонних територіях Речі Посполитої старовіри з'явилися пізніше, після підписання Карловицької угоди (1699 р.). Влада Речі Посполитої не перешкоджала старообрядцям, ставилась до них прихильно.
У 17 і 18 століттях місто, обидві його історичні частини — Балта і Юзефгрод стали жертвою постійних російсько-турецьких і російсько-польських воєн, озброєних повстань і розбійницьких набігів. Особливо напруженим в цьому відношенні видався 1768 рік, на початку березня якого, відступаючи під натиском російських військ до Юзефграда, а потім на османську територію, у фортецю Балту, відступив загін Барських конфедератів — опозиційної конфедерації, проголошеної верхівкою Речі Посполитої, незадоволеною діями свого проросійськи настроєного короля. 5 березня російські війська «ненавмисно» перейшли кордон і увірвалися до «османської» Балти. Уряд Османської імперії поспішив оголосити Російській імперії війну. Імператриця Катерина II запевняла Порту, що не схвалює самочинних дій російських військ, але п'ята за ліком війна між Російською та Османською імперіями таки почалася, оскільки в ній були зацікавлені уряди обох держав.
У цьому ж році, під час повстання гайдамаків («коліївщини»), значна кількість євреїв тікала на правобережжя річки Кодими, за кордон, у Балту, під захист османської влади. Частина з них була наздогнана в степу біля міста (липень 1768-го). Надалі Балта зазнала нападу й пограбування загонами гайдамаків на чолі з сотником Шилом, соратником Максима Залізняка. На довершення усіх незгод, місто «відвідала» епідемія чуми. У 1769 році, з метою спустошення тилу ворога, загін російського воєначальника Прозоровського спалив прикордонне укріплення Балту і навколишні села.

герб Юзефгрода

Відродження Юзефграда почалося в 1770-ті роки, коли син князя Станіслава Любомирського Олександр отримав від батька у своє розпорядження частину маєтків. У 1776 році він сприяв перебудові фортеці; цього року місто отримало магдебурзьке право — особливі правові норми самоврядування. Магдебурзьке право, зокрема, припускало наявність у міста особливого герба «для опечатання справ міських і судових». Право дарувати герб належало монархові — польському королеві. Герби того часу найчастіше мали зображення святих, архітектурних споруд, родових емблем або вензелів. Герб Юзефграда був ініціалами Александра Любомирського на гербовому щиті: «А. L.». Процедура дарування герба відзначалася урочистістю. Місто отримало від монарха — короля Станіслава Августа — особливий документ, що містить опис і малюнок герба, а також текст про призначення його для «опечатання справ міських», і з додаванням «щоб самостійним гербом місто гордилося».
Торгове значення міста в 18 столітті було великим, оскільки Балта розміщувалася на торговій дорозі, що вела з Поділля, Волині, Київщини до берегів Чорного моря. Туди, до причорноморських портових міст Очаків, Хаджибей, тягнулися обози з товарами, перш за все з хлібом. Тоді дорога, котра вела на південь, отримала назву Балтської. Нею користувалися і ногайські татари, що часто відвідували вже тоді знамениті продажем української та ногайської худоби балтський ярмарок, і магнати Речі Посполитої, що мали свої торгові представництва в Хаджибеї, українці, московити, єврейські та вірменські купці. В Юзефгроді офіційною королівською грамотою дозволялось щорічно проводити дві ярмарки: Травневу та Петропавлівську.

### У складі Російської імперії

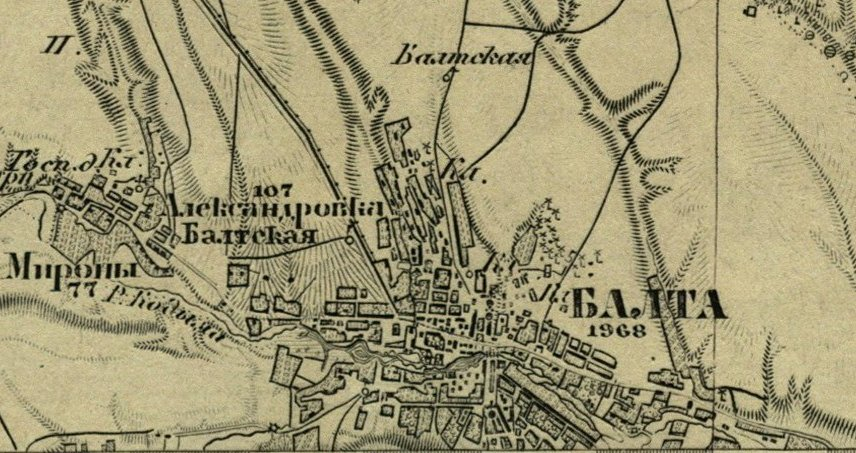
Місто Балта (карта 1860-х років)

У 1791 році, згідно з Ясським мирним договором, містечко Балта відходить до Російської Імперії, а в 1793 році місто Юзефград (перейменований незабаром в Єленськ) і інші землі князів Любомирських були продані та також увійшли до складу російської держави. Балта ввійшла до складу Єкатеринославського намісництва, а Єленськ — до Вознесенського. У 1797 році Єленськ і Балта були офіційно об'єднані в одне місто під назвою Балта, яке стало центром Балтського повіту Подільської губернії.
У першій половині 19 століття Балта стає одним з найбільших торгових центрів півдня України. Цьому сприяло її вигідне географічне положення на перехресті важливих торгових шляхів з України в Бессарабію, Молдавію, Валахію та до чорноморських портів.
У місті регулярно проходило 6 ярмарків, товарообіг яких швидко зростав: перший — 20 квітня, у день святого Георгія; другий — 29 червня, на свято Петра і Павла; третій — 6 серпня, на Преображення; четвертий — 1 січня, на Василя Великого, і найвідоміший — Троїцький ярмарок (на Трійцю). Торгували пшеницею, худобою, салом, шерстю, шкірою. Троїцький ярмарок знаменитим був, у першу чергу, торгом коней.
На початку 19 століття в Балті існувало 3 православних церкви. Одна з них, Архистратига Михайла, була «повернена» греко-католиками православним, друга — обернена з греко-католицької каплиці в православний храм Різдва пресвятої Богородиці. На лівобережній стороні міста (колишній Юзефгрод), розташовувався костьол св. Станіслава, що існує й досі. У радянські часи він використовувався як склад, спортивна зала, автостанція. В незалежній Україні його повернули у власність католицької громади міста. Біля нього розміщалися добротні будинки, кам'яний палац (раніше належав Любомирським, нині — головний корпус педагогічного училища). За часів Російської імперії у різний період у будівлі палацу були комісаріат, провіантський магазин, казарма, міська управа, жіноча прогімназія. Після встановлення радянської влади в ньому була влаштована місцева філія НКВС. В його підвалах катували і розстрілювали людей.

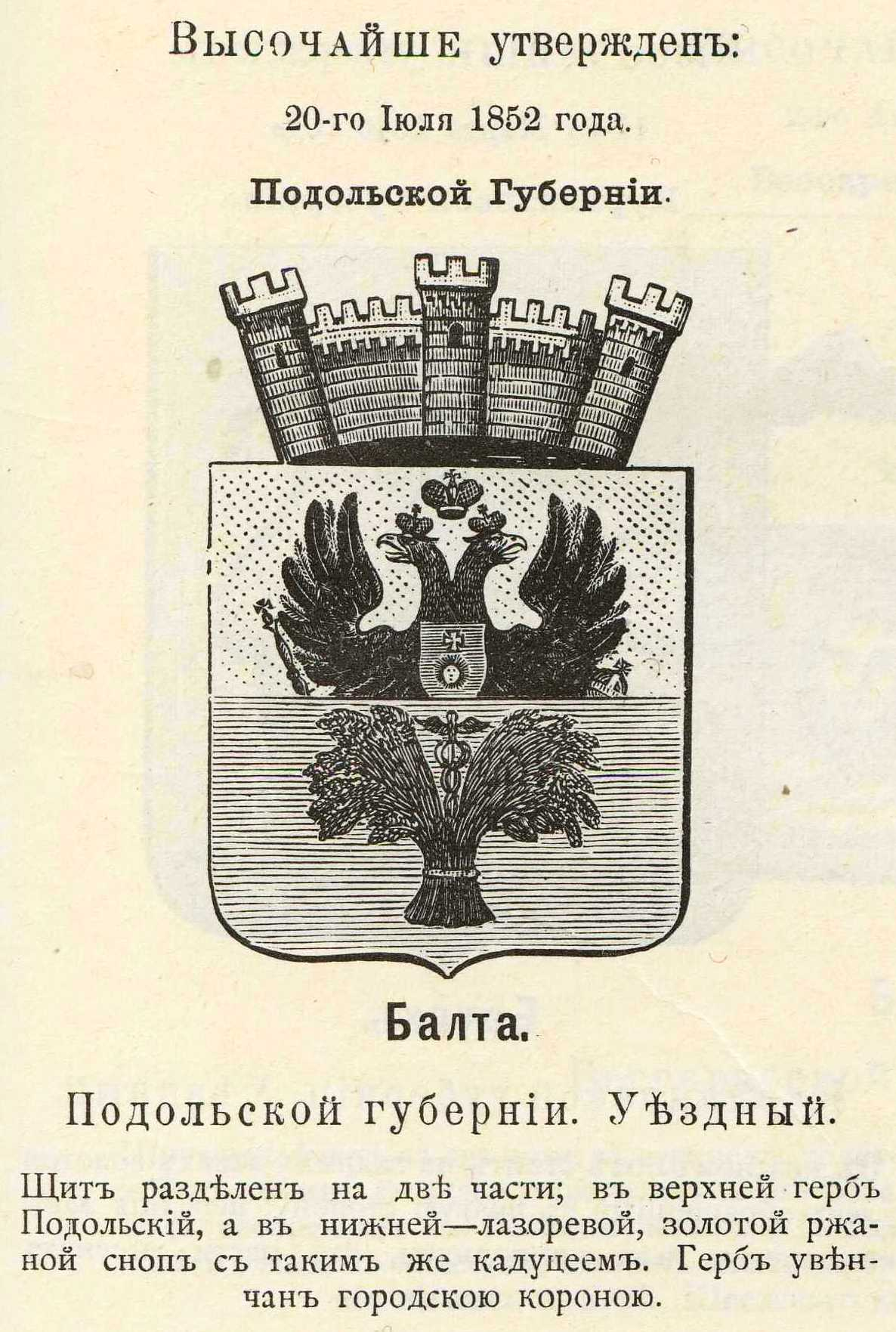
Герб 1852 року. У верхньому полі — герб Подільської губернії, у нижньому — золотий сніп із золотим кадуцеєм. Герб увінчаний короною у вигляді міської стіни з трьома баштами.

У першій половині 19 ст. в місті було вже три початкових школи для єврейських дітей, утримуваних коштом єврейської громади. В руській слободі (на так званій «Кацапщині» — кацапами на Поділлі називали старообрядців) діяли старообрядницькі церкви. У місті було багато торгових закладів: на рубежі 18-19 століть у Балті налічувалось 144 лавки, що належали переважно старообрядцям і євреям.
Серед персон духовного звання, що правили в Балті у першій половині 19 ст., особливу популярність здобули балтські священники Феодосій Левіцький і Федір Лісевич, які мали честь бути запрошеними до двору Імператора Олександра І для тлумачення Апокаліпсису.
20 липня 1852 року місту було присвоєно новий герб.
На початку 50-х років 19 століття у місті працювали лікарня, аптека, відкрилося початкове повітове училище з шестирічним курсом навчання, у якому навчалися не тільки хлопчики, а й дівчатка. Була побудована будівля театру, де виступали наїжджі актори. Напередодні реформи 1861 року у Балті працювали 23 невеликих заводи, з них 6 свічних, 8 салотопних, 2 миловарних, пивоварний, 6 цегляних.
1865 року стала до ладу залізниця Одеса — Балта — перша залізниця в підросійській Україні, урочисте відкриття якої відбулося 16 грудня 1865 року. Залізниця зв'язала сільськогосподарські райони Південно-західного краю з Одеським морським портом. З будівництвом дороги значно збільшився товарообіг балтських ярмарків. Залізничну станцію спорудили не в самому місті, яке було в долині річки, а поряд, на рівнині. «Сама станція знаходиться в 8 верстах від міста, навіть не в Подільській, а в Херсонській губернії… Восени та на початку зими, у бруд і ожеледицю по ній рішуче немає проїзду.» — так писав сучасник про станцію і дорогу між нею і самою Балтою. Але до кінця 19 століття сімейство Борисових (зі старообрядців) проклали шосейну дорогу від вулиці Купецької до станції. Дорога ця була платною — спеціальний працівник стягував по 3 копійки за проїзд.
У місті постійно збільшувалася кількість промислових підприємств та населення. Наприкінці 19-го століття в місті працювали ковбасна, цукеркова та тютюнова фабрики, винокурний, пивоварний, 5 шкіряних, чавуноливарний, вапняний і 8 цегляно-черепичних заводів. У 1910 році налічувалося 24 фабрики та заводи, 197 ремісничих майстерень.
Станом на 1900 рік із 23 393 осіб населення Балти 13 235 були євреї. У 1882 році у місті був єврейський погром, який одержав великий резонанс в країні та за її межами та підсилив еміграційні настрої у єврейському середовищі. Невдовзі внаслідок погрому Балта стала одним з провідних центрів сіоністського руху Поділля.
Напередодні Першої світової війни Балта була досить великим, як на той час, містом, у якому проживало понад 28 тисяч осіб проти 13,9 тисячі в 1861 році. У місті періодично спалахували пожежі (наприклад, в 1892 році збитки від вогню склали 56,7 тис. руб.). Страждали жителі й від повеней. Наприкінці 19 століття в місті практикували 10 лікарів. У земській лікарні на штатних посадах працювали також фельдшер і аптекар. До 1910 року діяли вже 2 лікарні на 95 ліжок. Персонал лікарень складався з 6 лікарів, 13 фельдшерів і акушерок. У місті працювали, окрім приватних початкових шкіл, дві церковноприходські школи, двокласне початкове міське училище з семирічним курсом навчання. В 1903 р. відкрилася жіноча прогімназія, а в 1910 — чоловіча гімназія і комерційне училище. Була публічна бібліотека, два фотоательє, телеграф, телефонна та поштова станції.
У 1908 році ієромонах Балтського монастиря Інокентій оголосив себе живим втіленням Святого Духу і поклав початок новій секті іннокентієвців. Це супроводжувалося масовим паломництвом в Балту вірян, головним чином молдаван з Бессарабії та сусідніх губерній. Інокентій з соратниками проповідував швидкий кінець світу, практикував вигнання бісів та зцілення від хвороб. Незабаром пішли чутки про розгульне життя Інокентія і його найближчого оточення. Діяльність Інокентія викликала незадоволеність світських і церковних верхів, він піддався переслідуванням.

### У складі Української Народної Республіки
Після проголошення Української Народної Республіки більшовики спробували вчинити заколот у місті. У квітні 1918 року визволене з допомогою австро-угорських військ місто визнало владу українського гетьмана Павла Скоропадського, проте в листопаді 1918 року серед австро-німецького гарнізону Балти, який підтримував гетьманську владу, спалахнуло повстання і, після виводу австрійських військ, влада перейшла спочатку до Директорії УНР, а в лютому 1919 року, після повстання місцевих більшовиків та солдат Балтського полку армії УНР, ненадовго встановилася влада Української СРР.
В лютому 1919 року у військові частини УНР більшовики засилали агентів для розладу дисципліни. Такі частини обеззброювались, особовий склад часто поповнював лави банд. 6 лютого 1919 року банда з-поміж роззброєних колишніх «вояків» армії УНР на чолі з колишнім командиром Ляшевичем та повстанці з навколишніх сіл напала на місто. Було оточено приватне помешкання повітового комісара УНР Сікорського (застрелився, щоб не потрапити в полон). Наступного дня місто на декілька днів очистив від бандитів Янівський курінь, який прибув з Бірзули. Деякі з місцевих євреїв були причетні до нападу.
В травні 1919 року місто деякий час було під владою повстанців отамана Григор'єва — гарнізон міста приєднався до повстанців, а в червні — листопаді 1919 року було окуповане Збройними силами Півдня Росії. Взимку 1919—1920 років у місті розміщалися військові частини УГА, яка на той час була складовою частиною Збройних сил Півдня Росії, а потім перейшла на бік Червоної армії РСФРР.
У липні-серпні 1919 року в районі Балти повстали українські селяни, які підтримали антибільшовицькі виступи німецьких колоністів Одеського повіту.
22-23 квітня 1920 року Балту визволили українські повстанці Заболотного і Пшонника, які разом з учасниками Зимового походу Армії УНР розгромили більшовицькі частини.

#### Балта та Галицька Армія
В місті, навесні 1920 року, під час національно-визвольних змагань українського народу:
- розташовувалась Ставка Начальної Команди Галицької армії[8], яка взимку 1920 року під тиском обставин перейшла на бік російського «білого» генерала Денікіна, а потім ввійшла в склад Червоної армії Радянської Росії.
- існувала збірна станиця «червоної» Галицької армії (також у Києві, Одесі, Вінниці).
- розташовувався також Технічний курінь «червоної» Галицької армії (командант — поручник Корнило Кізюк[9])

26 (27) лютого до Балти для реорганізації «білої» української Галицької армії в «червону» українську Галицьку армію прибула делегація від XII Червоної армії Радянської Росії у складі: В.Затонський, щойно призначений командувачем «червоної» Галицької армії (ЧУГА) В.Порайко, новий начальник штабу ЧУГА — колишній полковник російської імператорської армії В.Іванов, та політкомісар Галицької армії М.Михайлик; ревком ЧУГА було розпущено, всі справи передано наркомату комуністичної партії більшовиків Східної Галичини та Буковини. На мітингу до вояків «червоної» української Галицької армії мали слово В.Затонський, В.Порайко.

### У складі Української РСР
Лише в кінці 1921 року остаточно встановився комуністичний режим у вигляді Української Соціалістичної Радянської Республіки, яка 30 грудня 1922 року стала складовою частиною Союзу Радянських Соціалістичних Республік.
Заочно у серпні 1920 року Балту та Балтський повіт УНР російські більшовики включили до складу новоствореної Одеської губернії УСРР. Того ж року стала виходити більшовицька газета «Балтські вісті».
У 1921—1922 роках в місті та навколишніх селах більшовики розмістили понад 3,5 тисяч переселенців з Поволжя і Кубані.
У березні 1923 р. за новим адміністративним поділом створено Балтський район.
Відповідно до досліджень українського історика Олександра Шишка 19 грудня 1921 р. колегія Одеської губернської надзвичайної комісії (ОГНК) встановила найбільш трагічний «рекорд» у своїй діяльності, коли постановила розстріляти 225 осіб(всі їхні імена встановлено) у справі Української підпільної повстанської організації, яка діяла у м. Балта та Балтському повіті, ще 17 осіб було ув’язнено до концтабору на 5 років. Ось деякі з прізвищ розстріляних: Чехович Михайло Францевич, 23 роки; Марковський Терентій Ксенофонтович, 24 роки; Орловський Петро Полікарпович, 23 роки; Продан Василь Родіонович, 32 роки; Орловський Петро Полікарпович, 23 роки; Хмелевський Порфирій Гнатович, 25 років; Драгой Олександр Прокопович, 19 років; Холаневський Андрій Якович, 56 років; Сойчен Роман Федорович, 28 років; Заболенний Максим Стефанович, 32 роки; Заболенний Григорій Стефанович, 29 років; Гайн Ісидор Олейников, 22 роки; Цоповський Федір Пилипович, 24 роки; Рашковський Віктор Никифорович, 27 років; Крикливий Зиновій Борисович, 35 років; Жар Леонтій Петрович, 27 років; Одайник Григорій Митрофанович, 23 роки; Охотюк Кіндрат Євпатович, 23 роки; Биштаньковський Афанасій Єфремович, 38 років; Копієвський Климентій Прокопович, 36 років; Руснак Іван Тимофійович, 25 років; Шведовський Євген Мойсейович, 29 років; Топольницький Федір Якович, 31 рік; Бойко Дмитро Васильович, 29 років; Красненчук Спиридон Дмитрович, 45 років; Поят Григорій Васильович, 24 роки; Кордасевич Донат Іоакимович, 31 рік; Поросятковський Георгій Володимирович, 25 років; Тимошин Юхим Власович, 30 років; Чолак Матвій Антонович, 22 роки; Чорний Онуфрій Варнавович, 26 років; Рябокінь Тимофій Матвійович, 41 рік; Мефодовський Григорій Осипович, 23 роки; Стадник Павло Антонович, 55 років; Сумашевський Григорій Йосипович, 33 роки; Марковський Степан Діонисович, 35 років; Семенов Михайло Семенович, 22 роки; Момотливий Петро Пилипович, 27 років; Мефодовський Никифір Харлампійович, 22 роки; Попогребський Афанасій Тимофійович, 23 роки; Крисюн Пилип Іванович, 25 років; Гайдукевич Артем Герасимович, 25 років; Костенко Пилип Федорович, 27 років; Маршалковський Феодосій Полікарпович, 31 рік; Сухін Яків Васильович, 33 роки; Марковський Тимофій Ксенофонтович, 19 років; Пашинський Петро Євстахійович, 25 років; Веретено Микита Васильович, 22 роки; Орловський Іван Діонисович, 27 років; Романов Антон Гнатович, 22 роки; Мефодівська Євдокія Йосипівна, 19 років; Дикуссар Іларіон Тимофійович, 28 років; Поросятковський Володимир Олексійович, 51 рік ... .
Єдиним джерелом у цій справі поки що залишається протокол засідання колегії ОГНК, архівно-слідчі справи її фігурантів так само поки що не виявлені в архівному підрозділі УСБУ в Одеській області. У одеській газеті «Вісті» також не було вміщено жодної інформації про цю справу, на відміну від попередніх подібних справ петлюрівського спрямування. Як, скажімо, щодо справи Первомайської підпільної петлюрівської організації, у якій колегія ОГНК 14 грудня 1921 р. постановила розстріляти 125 осіб, а 34 особи було ув’язнено до концтабору.

#### У складі Молдавської АРСР УРСР
У 1924 на схід від Дністра була створена Молдавська Автономна Радянська Соціалістична Республіка, де молдовани не складали більшості населення. Це штучне територіальне утворення увійшло до складу Української СРР, що закріпилось в Конституції УСРР 1929 року. Столицею Молдавської АРСР 1924 року стало місто Балта, а з 1929 — Тирасполь.
Перший радіотрансляційний вузол було встановлено в місті Балта (першій столиці МАРСР тих років) 10 лютого 1928 р.
Радіомовлення у Молдавії було створено у серпні 1928 року у місті Балта. Радіоредакція була створена на громадських засадах, вона готувала передачі та вела мовлення по провідній мережі молдавською, українською та російською мовами.
Про перенесення столиці республіки з міста Балта до Тирасполя було прийнято рішення ЦВК і Раднаркому МАРСР 26 червня 1929 р.
Під час Голодомору 1932—1933 років померло щонайменше 449 жителів міста.
У червні 1940, згідно з таємними статтями пакту Молотова — Ріббентропа, Румунське королівство поступилося Бессарабією на користь СРСР. 2 серпня 1940 створена маріонеткова Молдавська Радянська Соціалістична Республіка, до якої комуністи приєднали частину ще одного маріонеткового утворення — Молдавської АРСР, що перебувала у складі Української РСР. Щоправда, Балта та Балтський район відійшли до Одеської області Української РСР.
Факт нетривалого перебування Балти столицею Молдавської АРСР дав привід називати Балту «столицею Бессарабії», що є помилковим ототожненням Молдавської республіки та Бессарабії. Під Бессарабією насправді розуміється виключно історична область в межиріччі Прута і Дністра. Молдавією історично вважається територія від Чорного моря на півдні до Буковини на півночі та від річки Дністер на сході до річки Серет на заході, тобто, у наш час, крім Молдови, значна частина цієї території належить також Румунії й Україні. Бессарабія таким чином є частиною Молдови. Балтський район, як і решта районів, що входили раніше до складу МАРСР, зокрема самопроголошеної та невизнаної ПМР (окрім м. Бендери), не є ані Бессарабією, ані Молдавією.

### У складі Трансністрії Королівства Румунії
5 серпня 1941 року Балту захопили нацистські та румунські війська, проте 5-й кавалерійській дивізії Червоної армії вдалося на деякий час знову захопити й утримувати місто. У вересні Балта остаточно відійшла до складу Трансністрії. Стали активно діяти союзні окупаційні органи безпеки — румунська сигуранца, німецьке гестапо, італійська військова комендатура. Місто стало центром нової адміністративної одиниці — Балтського жудеця (по-румунськи повіт — «жудець»). Встановився новий порядок - націонал-соціалістичний. Оскільки сталінський інтернаціонал-соціалістичний режим повністю знищив релігійне життя міста, новий націонал-соціалістичний режим відновив повноцінне[джерело?] православне життя, проводилися масові хрещення та вінчання. Був відреставрований і почав діяти Свято-Успенський собор.
Тим часом у Балті було створено юдейське гетто, обмежене вулицями Ковальською (нині — Ткаченко), Уварова, Сіннянською і низкою інших. Націонал-соціалісти стали також постачати в міське гетто євреїв з Королівства Румунія, Губернаторства Бессарабія, південних районів Поділля. За піклування щодо збереження юдеям життя румунська королева Олена згодом була визнана як «праведниця світу».
З 1942 року в Балті діяла більшовицька підпільна організація (близько 120 осіб) на чолі з Т. Б. Брагаренком. Підпільні групи більшовиків були організовані також в селах Кринички, Пужайкове, Савранське, Саражинка, Шляхове, Ракулове. На території нинішнього Балтського району діяв також більшовицький партизанський загін «Буревісник» (див. Саврань).
22 березня 1944 року підрозділи 25-ї гвардійської стрілецької дивізії Червоної армії увійшли на територію Балтського жудеця. 25 березня почалися бої за Балту. 27 березня — вуличні бої. 29 березня війська 2-го Українського фронту зайняли місто Балту.
В 1941—1945 роках на фронтах Другої світової війни у складі червоноармійських військ перебували 2351 мешканець Балти, з них було вбито понад 500 (скільки мешканців Балти перебувало в складі німецьких військ поки невідомо). Семи жителям міста Балти та сіл району надано найвище та найпочесніше звання Героя СРСР: В. І. Сороці, П. І. Чумаку з Пасицел; Є. П. Маріїнському, Л. М. Галицькому з Балти; О. А. Тряскину з села Мірони; О. В. Танасійчуку з Березівки; С. Д. Леоницькому з Чернечого. Повними кавалерами ордена Слави стали К. Г. Білоус, та В. О. Котробай, М. М. Шуляченко з с.Гольма.

### У складі Української РСР після Другої світової війни
У 1950-х роках, після відновлення радянського режиму, у Балті проводилося будівництво нових житлових будинків (перший восьмиквартирний житловий будинок для працівників райкому партії побудували на початку шістдесятих років), були збудовані новий кінотеатр і будівля для районної лікарні. Одним з підприємств, що здобули завдяки своїй продукції популярність на теренах всього СРСР, став молочноконсервний комбінат дитячого харчування, збудований за допомогою США в 1980 році (відомий потім під торговою маркою «Ласуня»). Його корпуси, на жаль, нині вже не діють.

### У складі незалежної України
Жителям міста вдалося в основному зберегти потенціал, накопичений за попередні роки. Активно розвивається малий і середній бізнес, відкрилась величезна кількість магазинів, кафе, ресторанів, в центрі міста створений добре обладнаний продовольчий і промтоварний базар, працюють клуби, національно-культурні організації. 24 лютого 2014 року на центральній площі міста невідомі зняли з постаменту бюст-пам'ятник Леніну та установили на його місце бюст-пам'ятник Тарасу Григоровичу Шевченку.
04 лютого 2016 р. Верховна Рада України ухвалила Постанову «Про віднесення міста Балта Балтського району Одеської області до категорії міст обласного значення», згідно з якою місто Балта Одеської області віднесено до категорії міст обласного значення. Відповідний проєкт постанови зареєстровано за № 3183.

## Населення

### Чисельність
| 1849 | 1858   | 1897   | 1923   | 1926   | 1931   | 1939   | 1959   | 1970   | 1979   | 1989   | 2001   | 2011   | 2021   | 2022  |
| ---- | ------ | ------ | ------ | ------ | ------ | ------ | ------ | ------ | ------ | ------ | ------ | ------ | ------ | ----- |
| 9810 | 14 154 | 23 363 | 17 167 | 23 034 | 21 712 | 17 945 | 17 922 | 20 317 | 20 929 | 23 293 | 19 962 | 19 353 | 18 079 | 17854 |

### Національний склад
Розподіл населення за національністю за даними перепису 2001 року:
| Національність  | Відсоток |
| --------------- | -------- |
| українці        | 82,74%   |
| росіяни         | 13,46%   |
| молдовани       | 1,70%    |
| євреї           | 0,56%    |
| білоруси        | 0,37%    |
| болгари         | 0,23%    |
| вірмени         | 0,13%    |
| поляки          | 0,10%    |
| інші/не вказали | 0,71%    |

### Мовний склад
Розподіл населення за рідною мовою за даними перепису 2001 року:
| Мова            | Чисельність, осіб | Доля   |
| --------------- | ----------------- | ------ |
| Українська      | 16 020            | 81,02% |
| Російська       | 3 442             | 17,41% |
| Румунська       | 196               | 0,99%  |
| Білоруська      | 24                | 0,12%  |
| Єврейська       | 21                | 0,11%  |
| Вірменська      | 16                | 0,08%  |
| Болгарська      | 10                | 0,05%  |
| Інші/Не вказали | 43                | 0,28%  |
| Разом           | 19 772            | 100%   |

## Економіка
Реальний сектор економіки громади представлений такими галузями, як сільське господарство та промисловість, торгівля та послуги, транспорт та складське господарство тощо, в яких працюють 239 юридичних осіб та 1418 фізичних осіб-підприємців.
Сільське господарство є базовою та бюджетоутворюючою галуззю реального сектору економіки Балтської міської територіальної громади. Агросектор громади складається з рослинництва (зернові та технічні культури), тваринництва (молочне тваринництво, свинарство та птахівництво), садівництва та ягідництва, бджільництва, рибного та лісового господарства.
        Найбільшими сільськогосподарськими підприємствами є: ТОВ «Агро-нива», СФГ «Прогрес», ТОВ «Агрофірма Хлібна нива», ТОВ «Саражинка», ФГ «Гольма», СГ «Вікторія».
       Промисловість громади складається з харчової (хлібозавод, вирощування грибів), легкої (швейне виробництво), машинобудівної та металообробної (виробництво несамохідної сільськогосподарської техніки), деревообробної (виробництво паркету)  Найбільшими промисловими підприємствами є: ПП «Балтська швейна фабрика» (легка промисловість) та ПП «Паландин Агро» (машинобудівна промисловість). Також працюють ПП «Лісовий дар» (деревообробна промисловість) та ТОВ «Завод Оптикон» (металообробна промисловість).
Промисловість:
- харчова (молочноконсервний комбінат дитячих продуктів «Ласуня» /виробництво тимчасово зупинене і заморожене/, завод продтоварів /банкрут/, хлібозавод, база розливу мінеральної води Одеського виробничого пива об'єднання /нині не функціонує/),
- легка (швейна та хутрова фабрики),
- підприємства машинобудівної та металообробної промисловості (верстато-ремонтний завод ім. Котовського (банкрут), Ливарно-механічний та завод «Оптикон», експериментально-виробнича база Одеського об'єднання «Агроприлад»),
- меблевий комбінат (банкрут), міжколгоспний комбікормовий завод (банкрут), і інші.

Дислокація стаціонарної торгової роздрібної мережі  фізичних осіб-підприємців на території громади налічує 72 продовольчих, 142 непродовольчих та 56 змішаних об’єктів торгівлі, а також два ринки. Що стосується стаціонарної торгової роздрібної мережі  юридичної форми власності, то в  місті Балта працюють три мережевих супермаркети: «АТБ», «Копійка» та «Пюре». Також працюють магазини торгових мереж «Аврора» та «ANDI»
           Дислокація мережі об’єктів громадського харчування по Балтській громаді, що включає в себе кафе, ресторани, кав’ярні, піццерїі, налічує 30 об’єктів, що належать  фізичним особам-підприємцям.
Послуги з тимчасового проживання та розміщення населення надають Готель «Міський» та ресторанно-готельні комплекси «ZAREN» та «Водограй».
Банківські послуги надають відділення банків: АТ КБ «Приватбанк», АТ «Ощадбанк»,  Райффайзен банку та МТБ банку.
Поштові послуги  надають відділення АТ «Укрпошта», відділення та поштомати ТОВ «Нова пошта», відділення та міні-відділення пошти «Meest», відділення пошти «Delivery».
На території Балтської громади працює 13 аптек, 8 автозаправних станцій (у т.ч. з 5 газозаправними пунктами).
Широко розгалужена мережа об’єктів, що надають побутові послуги населенню, що спрямовані на забезпечення зручності та комфорту мешканців Балтської громади, а саме: сфера ремонту одягу; ремонт взуття та шкіряних виробів; перукарні, салони краси, манікюрні салони; організація поховань, виготовлення пам'ятників; ремонт ювелірних виробів; ремонт побутової техніки, автомобілів та інше.

## Транспорт
В Балтській громаді працюють 3 міських та 12 приміських автобусних маршрутів, які обслуговують три фізичних особи - підприємця.
- Балта — ст. Балта
- Балта — Білине
- Сінне — БМКК «Ласуня»
- Мирони — Бендзари
- Балта — Козацьке
- Балта — Гольма
- Балта — Перельоти
- Хутрова фабрика — Балтська багатопрофільна лікарня (СПТУ)

Також планується створення маршруту «Сінне — Білине». Працюють таксі «Експрес», «Мандарин» та інші.
Крім того, є щоденний автобусний зв’язок із районним центром (м. Подільськ) та обласним центром (м. Одеса).
Також, через м. Балта проходять транзитні маршрути: Подільськ-Київ, Подільськ – Миколаїв, Подільськ-Вінниця та Тростянець – Одеса.
В 7 км від м. Балта в с. Білине розташована станція Балта Одеської залізниці. Через станцію Балта проходять такі пасажирські потяги: Дніпро-Одеса, Київ – Одеса, Харків- Одеса та Запоріжжя – Одеса та нічний швидкий Запоріжжя - Львів. Крім того, через станцію проходять приміські потяги Помічна-Подільськ та Балта – Одеса.
Послуги таксі в громаді надають три служби таксі із загальною кількістю до 120 машин.
Складське господарство представлено двома підприємствами (зерновими елеваторами): ПрАТ «Балтське хлібоприймальне підприємство» та ТОВ «Чесне ХПП».

## Культура
Відновлення давніх національних традицій: писанкарство, вишивання.

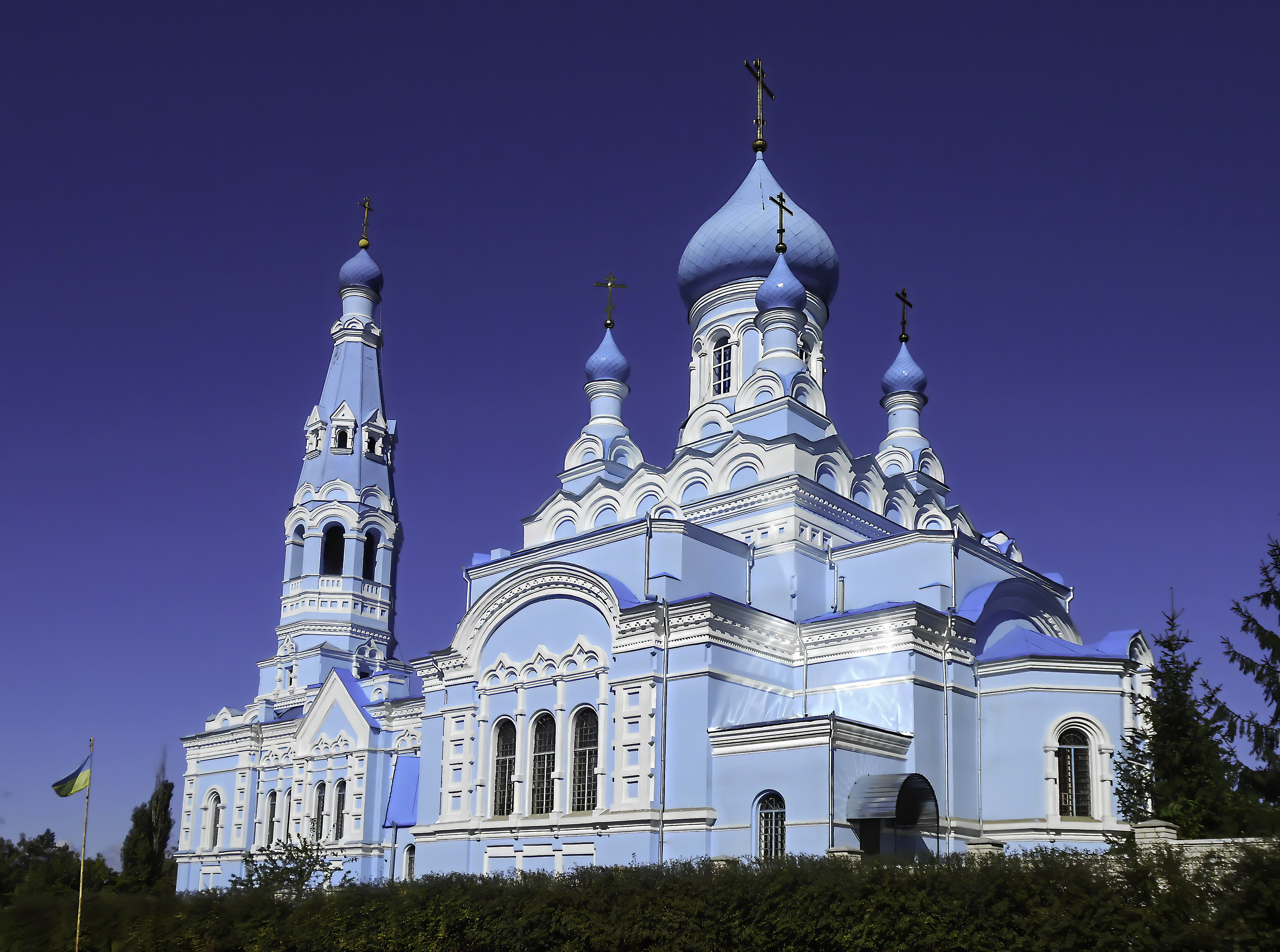
Свято-Успенський собор

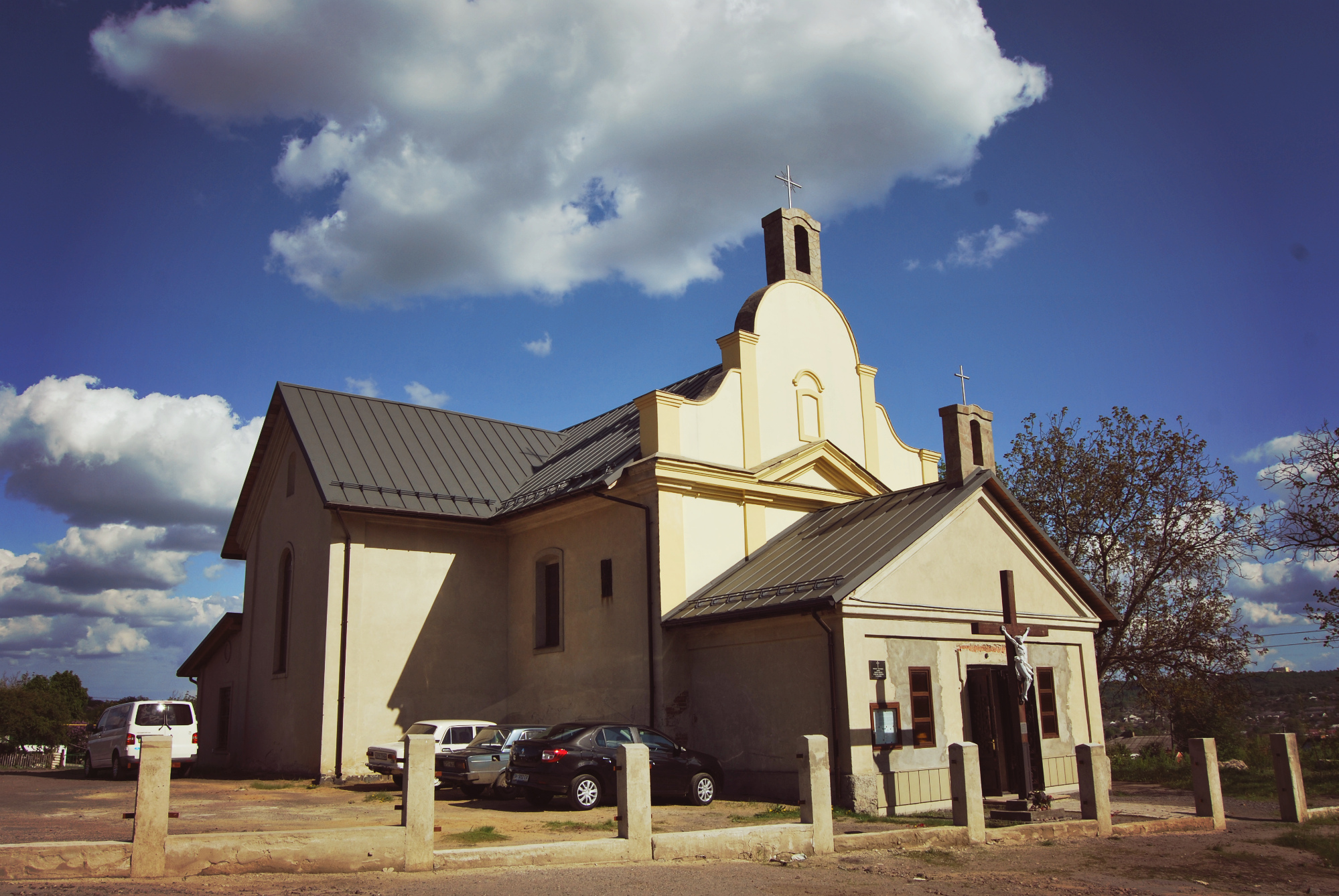
Костел св. Станіслава

1930—1931 років у Балті діяла молдовська драматична студія під керівництвом відомого актора і театрального педагога Олександра Адашева.

### Визначні пам'ятки та архітектура
- Православний Свято-Успенський кафедральний собор[29][30]
- Польський костел Святого Станіслава (1765 р., архітектор Себастьян Фесінгер, первісно Вірменський; з 1826 р. Польський костел, служба вірменською мовою велася до 1847 р., хоча вірмен майже не було в місті десь з початку XIX ст.)[31][32]
- Старообрядницькі церкви

- Пожежна вежа (1929)

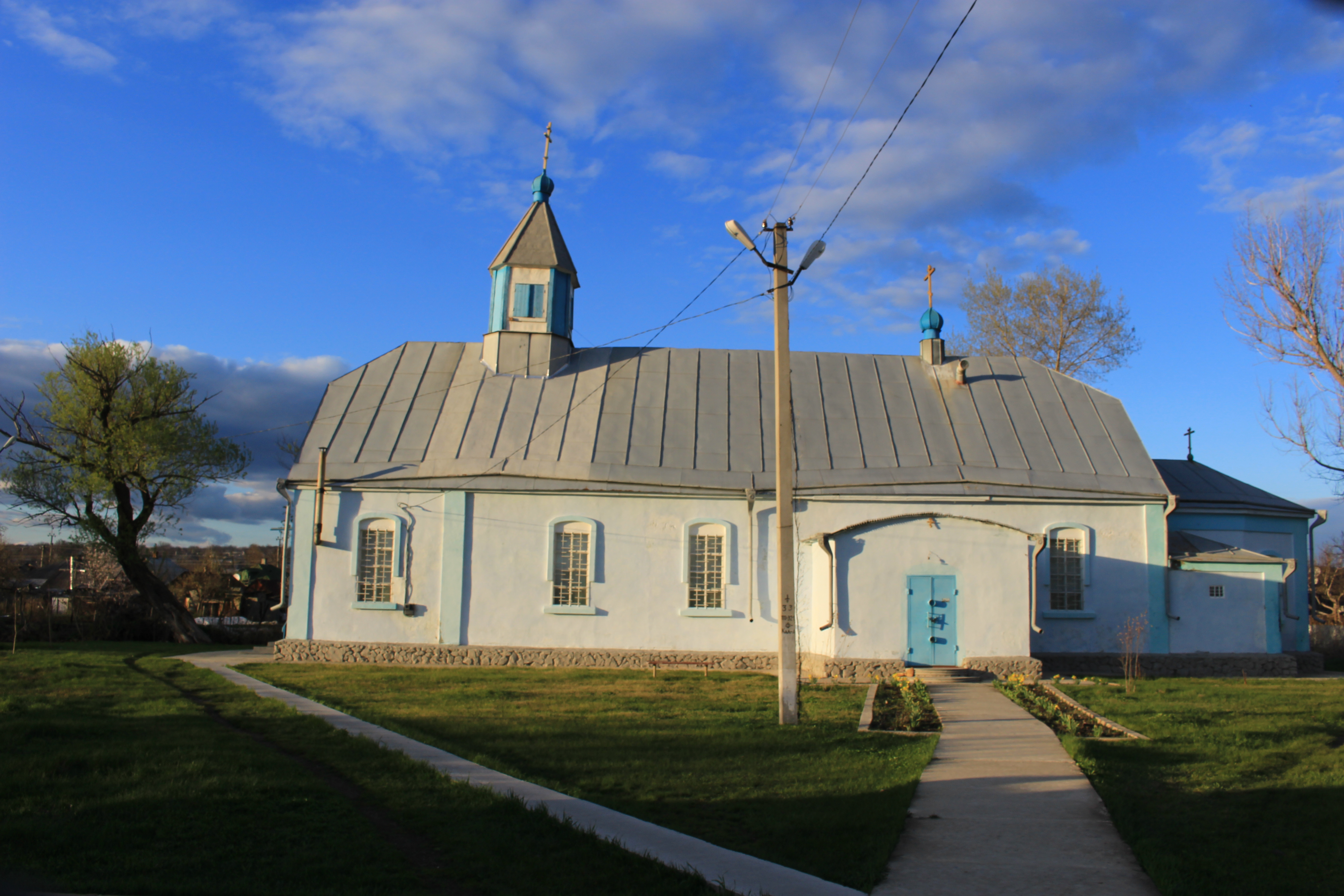
Старообрядницька церква

- Будівля педагогічного училища (колишній замок, 18 століття)
- Будівлі Свято-Покровського Федосіївського Балтського чоловічого монастиря
- Балтські цвинтарі (старі пам'ятники, що збереглися, — 18-19 століть)
- Старовинна забудова подільського містечка (поступово зникає)
- Каплиця Покрови Пресвятої Богородиці УГКЦ, громада утворилася на початку жовтня 2015-го[33]
- Під історичною частиною міста, що займає площу між ручаєм Зозулька і Червоним яром, і між палацем Любомирських і центральною вулицею міста розташована система катакомб, що йдуть паралельно вулицям. Вони будувались разом із замком і становлять велику історичну цінність.

1. Балтська безплатна лікарня Імператорського Людинолюбного Товариства
( колишня дитяча лікарня), побудована наприкінці ХІХ століття   -
Балта. Коротка історична довідка. Проспект./Автори тексту: Є.А. Бойко, Т.В.Крисько, В.М. Рихлецький .- Одесса, 1997.
2. Костьол Св. Станіслава -  1765 р.  архітектор  Себастьян Фисенгер   -
Таскин А.   Юзефград – Балта .- Одесса: Студия «Негоциант», 2004.-24с. ил -16с ;  
3. Балтський Свято – Успенський собор. - пам’ятник архітектури кінця ХІХ- початок ХХ століття - Балта. Коротка історична довідка. Проспект./Автори тексту: Є.А. Бойко, Т.В.Крисько, В.М. Рихлецький
4. Балтський Феодосіївський монастир. Храм Св. Трійці та монастирський готель - Балта. Коротка історична довідка. Проспект./Автори тексту: Є.А. Бойко, Т.В.Крисько,
В.М. Рихлецький
5. Талмуд – тора ( корпус школи  №1 ім. О.Гончара) – пам’ятник архітектури початку ХХст.
Балтщина – край Європейських джерел /Матеріали підгот: П.Ткач, О. Таскин, В. Захаров,-2012р.
6. Будівля чоловічої гімназіїз 1910 року ( корпус школи – інтернату № 1)- побудована під керівництвом замісника міського голови Одольського Федора Михайловича-
Таскин А.   Юзефград – Балта .- Одесса: Студия «Негоциант», 2004.-24с. ил -16с.                     
7. Савранська синагога –( в цьому приміщені знаходилась АТС) – Таскин А.   Юзефград – Балта .- Одесса: Студия «Негоциант», 2004.-24с. ил -16с.                 
8.  Жіноча гімназія ім. Пушкіна –була відкрита в 1903 р.  ( нині корпус педучилища) - Таскин А.   Юзефград – Балта .- Одесса: Студия «Негоциант», 2004.-24с. ил -16с.                     
9.      Залізничий вокзал станція Балта ( в 1865р. построєна перша в Україні залізниця Одесса – Балта)-
Таскин А.   Юзефград – Балта .- Одесса: Студия «Негоциант», 2004.-24с. ил -16с.                     
10.  Єврейська лікарня (нині це інфекційне відділення та реабілітаційний центр) // Ваш інтерес.-2021.-№41.-с.2
11.  Школа – початок ХХ ст., Клуб «Зустріч» діяв до революції  ( зараз музична школа) // Ваш інтерес.-2021.-№41.-с.2
12.  Палац князів Любомирських – ХVІІІ ст. (нині корпус педагогічного училища)- Балтщина – край Європейських джерел /Матеріали підгот: П.Ткач, О. Таскин, В. Захаров,-2012р.
13.  Будинок та магазин єврейського купця, який займався торгівлею хутра ( колишній Імексбанк) // Ваш інтерес.-2021.-№40.-с.2
14.  Будинок купця Майбороди (колишній, так званий,  паспортний стіл) // Ваш інтерес.-2021.-№41.-с.2
15.  Будинок піклування для душевно хворих 1887р. в подальшому водолікарня, психоневрологічний диспансер, (нині  Балтська публічна бібліотека.)- трудовий архів .
16.  Будинок єпархіального управління (корпус школи-інтернату № 2)- Нагнибіда Р. Літописи церковні Балтського повіту Подільської губернії (1866-1899). Частина 1/Упорядник Р.Нагнибіда; Передмова Р. Нагнибіда.-Дрогобич: «Коло», 2018.-464с.
17.  Будівля конфетної фабри та хлібозаводу – (приміщення хлібозаводу, магазин «Фірмовий») // Народна трибуна .-2021.-№ 37.-с.2
18.  Театр -1924 рік  - колишній будинок культури // Ваш інтерес .-2021.-№ 37.-с.2
19.  Будівля «заїжджого двору» в дореволюційні часи – колишня аптека на вулиці Ярослава Мудрого (колишня  Уварова) // Ваш інтерес.-2021.-№37.-с.2
20.  Будівля «парашутних складів» //Ваш інтерес. - 2021-№40 .-с.2
21.  Гостинний двір - колишня швейна фабрика на розі вулиць Любомирська та Ярослава Мудрого// Ваш інтерес.-2021.-№40.-с.2
22.  Кредитний  банк – колишня друкарня// Ваш інтерес.-2021.-№40.-с.2
23.  Пошта бере витоки з ХVІІІ століття// Ваш інтерес.-2021.-№41.-с.2
24.  Будинок купця Вищеріна(колишнє приміщення райвійськкомату) // Ваш інтерес.-2021.-№45.-с.2
25.  Будівля поліцейської управи за царських часів – з цією будівлею пов’язані події, які лягли в основу повісті О.Козачинського під назвою «Зелений фургон» ( нині житловий будинок на розі вулиць Вишневої  та Поштової). // Ваш інтерес.-2022.-№6.-с.2
26.  Будинок Бжозовських ХІХ ст. (колишній пологовий будинок) - Балтщина – край Європейських джерел /Матеріали підгот: П.Ткач, О. Таскин, В. Захаров,-2012р.
27.  Миколаївська церква  - Балтщина – край Європейських джерел /Матеріали підгот: П.Ткач, О. Таскин, В. Захаров,-2012р.
28.  Балтський історичний музей розташований в двоповерховій будівлі, що є пам'яткою архітектури, в центрі міста Балта  вул. Ярослава Мудрого

## Медицина
Перший реперфузійний центр в Україні на базі Балтської багатопрофільної лікарні, де виконуються операції з порятунку життів від інфаркту міокарда. Даний центр відкрився як філія Одеської обласної клінічної лікарні в грудні 2017 року. Центр обслуговує Подільський район Одеської області, що становить близько 230 тис. населення. Перелік послуг: коронарографія і стентування осіб з інфарктом міокарда та стенокардією, ангіографія та ангіопластика судин нижніх кінцівок (ніг) при недостатності кровообігу, болях, діабетичних стопах. Робота центру здійснюється цілодобово, без вихідних. За рік виконується понад 400 діагностичних коронарографій і понад 150 операцій (стентувань) на судинах серця.

### Музеї
У місті діє Балтський історичний музей (вул. Уварова, 39).

### Засоби масової інформації
У місті Балта працює друкарня, видається газета «Народна трибуна». З 2004-го року виходить інформаційний тижневик «Ваш інтерес». Свою газету («Педагогічний вісник») випускає Балтський педагогічний коледж. Працює також телерадіокомпанія «Балінформкомпанія» [Архівовано 21 жовтня 2016 у Wayback Machine.] та телерадіокомпанія «Примор'я» [Архівовано 21 квітня 2022 у Wayback Machine.]. З 2013 року працює FM-радіостанція «Балта-FM» (104,5 FM).

## Спорт
Балтська громада підтримує імідж спортивної громади.
Є сталий розвиток професійного та масового спорту. У 2018 році було створено Комунальне некомерційне підприємство «Спортивний клуб «Балта». В Клубі функціонують відділення футболу, баскетболу, волейболу, дзюдо, тенісу, шахів та шашок, працює тренажерна зала, вихованці яких є призерами обласних та всеукраїнських змагань.
В Клубі працює професійна жіноча волейбольна команда СК «Балта», яка є однією з кращих команд України з волейболу суперліги: володарі Кубку України та СРІБНІ призери Чемпіонату України з волейболу сезону 2024-2025 років.
Балтська громада має розвинену спортивну інфраструктуру. А саме:
- спортивний комплекс для ігрових видів спорту;
- корт для великого тенісу;
- тренажерний зал;
- майданчик для вуличних тренажерів;
- зал для занять дзюдо;
- стадіон на 980 місць, бігові доріжки, сектор для стрибків;
- футбольне поле;
- майданчик зі штучним покриттям для міні- футболу;
- 4 майданчики для занять стрітворкаутом;
- 2 скейтпарки;
- 2 майданчики для пляжного волейболу;
- майданчик для класичного волейболу;
- 2 мультифункціональних майданчики

Працюють приватні студії естрадно-циркового мистецтва та пілонного спорту. 

## Навчальні заклади
Педагогічний коледж, профтехучилище, три загальноосвітні школи (гімназія, ліцей, колегіум) та одна школа-інтернат. Балтська музична школа (нині КЗ «ДШМ»).

### Навчальні центри
Центр Східної культури «Мистецтво миру» (школа айкідо, йоги)

## Відомі люди

### Народились
- Ар'є Альтман (1902—1982) — ізраїльський політик.
- Батенчук Євгеній Никанорович[ru] (1914—1999) — будівельник-гідротехнік, Герой соціалістичної праці, — будував Краснополянську та Іркутську гідроелектростанції, очолював будівництво Вілюйської гідроелектростанції та Камського автомобільного заводу «КамАЗ»
- Блайвас Семен Мойсейович (1914—1990) — художник театру, живописець, графік.
- Бондар Андрій Андрійович (1986—2022) — старший солдат Збройних сил України, учасник російсько-української війни, загинув 24 лютого 2022 року.
- Веприк Олександр Мойсейович — радянський композитор і педагог.
- Гордієнко Іван Григорович (1874—1925) — педагог та український громадський діяч на Далекому Сході
- Граник Анатолій Михайлович — радянський кінорежисер.
- Долгокір Андрій Іванович (* 1953) — радянський та український бодібілдер, співзасновник Української, Радянської та Європейської федерації бодібілдингу та фітнесу, спортивний функціонер, заслужений тренер України, заслужений працівник фізичної культури і спорту України.
- Липовецький Костянтин Дмитрович — підполковник Армії УНР[38].
- Іллєш Монуш[hu] — угорський соціал-демократичний політик і журналіст.
- Йосеф Надава[he] — історик.
- Леон Нємой[ru] — історик караїмізму.
- Перепилиця Аріадна Юхимівна (1928—1996) — українська театральна художниця.
- Порфир'єв Віталій Сергійович (1995—2015) — старший солдат Збройних сил України, учасник російсько-української війни.
- Пустильник Йосип Якович[ru] — радянський композитор, скрипаль, педагог, теоретик музики.
- Рубинський Костянтин Іванович (1860—1930) — бібліотекознавець.
- Садковський Богдан Геннадійович (2002—2022) — солдат Збройних Сил України, учасник російсько-української війни, що загинув у ході російського вторгнення в Україну в 2022 році.
- Стрельников Віктор Іванович — генерал-полковник ЗС України, головнокомандувач ВПС України.
- Цванг Семен Рувиновичч[ru] — український поет та журналіст.
- Шевченко Володимир Микитович (1929—1987) — український режисер-документаліст, лауреат Шевченківської премії; автор фільму «Чорнобиль — Хроніка важких тижнів».
- Школьник Йосип Соломонович (1883—1926) — театральний художник і графік.
- Шолем Шварц[ru] — їзраїльський журналіст.
- Раймунд Яворовський — польський політик.

### Проживали, перебували
- Котовський Григорій Іванович (1881—1925) — комкор Червоної Армії, до 1917 року кримінальний злочинець.
- Коцик Роман Іванович — інженер, агроном-дослідник, громадсько-політичний діяч[39].
- Шатайло Михайло Сергійович, вояк ЗСУ, учасник російсько-української війни, загинув 2014 у боях за Шахтарськ[40] .
- Шварцбард Самуїл — агент НКВС, вбивця Симона Петлюри.
- Швець Валерій Тимофійович  доктор фізико-математичних наук професор, академік Академії наук вищої школи України, в середині дев'яностих — голова Одеської обласної організації Народного руху України.
- Шонін Георгій Степанович — радянський космонавт, Герой Радянського Союзу.